# Febbre di origine sconosciuta
La febbre di origine sconosciuta (in inglese F.U.O.), o febbre da causa ignota (febris e causa ignota) si riferisce a una condizione nella quale il paziente ha una temperatura elevata (febbre), ma, nonostante indagini mediche, nessuna causa è trovata.
Se la causa si trova è di solito una diagnosi per esclusione, cioè eliminando tutte le possibilità fino a che rimane soltanto una spiegazione, e assumendo questa come quella giusta.

## Definizione
Nel 1961 Petersdorf e Beeson suggerirono i seguenti criteri:
- febbre più alta di 38,3 °C in più riprese
- persistente senza diagnosi per almeno 3 settimane
- almeno una settimana d'indagini in ospedale

Attualmente i casi di FUO sono raggruppati in quattro sottoclassi:

### FUO classica
Si riferisce alla classificazione originale di Petersdorf e Beeson.
È stata inclusa la casistica ambulatoriale per riflettere la pratica medica corrente.
La definizione corrente richiede tre visite ambulatoriali o tre giorni in ospedale o una settimana di indagini "intelligenti e invasive" ambulatoriali. Gli studi dimostrano che ci sono cinque categorie di condizioni:
infezioni (es. ascessi, endocarditi, tubercolosi), infezioni complicate del tratto urinario, neoplasie, malattie del tessuto connettivo, disturbi vari (es. epatite alcolica), e condizioni non diagnosticate.

### Nosocomiale
Le FUO nosocomiali si riferiscono a febbre in pazienti che sono ricoverati per almeno 24 ore. Ciò è relativo comunemente a fattori ospedalieri come, ad esempio, chirurgia, utilizzo di cateteri urinari, dispositivi intravascolari, farmaci (colite da C. difficile da antibiotici, ipertermia da farmaci), immobilizzazione (decubiti, tromboembolie).
Altre cause che dovrebbero esser considerate sono tromboflebiti, embolia polmonare, reazioni trasfusionali, colecistiti, tiroiditi, pancreatiti.

### Immuno-deficienza
Si può trovare in pazienti che ricevono la chemioterapia o nelle neoplasie ematologiche maligne. La febbre è associata a neutropenia o all'immunità cellulomediata alterata. La mancanza di risposta immunitaria maschera un decorso potenzialmente pericoloso. L'infezione è la causa più comune.

### Virus da immunodeficienza umano
I pazienti affetti da HIV sono un sottogruppo delle FUO da immunodeficienza, e frequentemente hanno febbre. La prima fase presenta febbre perché c'è una patologia mononucleosi-simile. Negli stadi più avanzati dell'infezione la febbre è principalmente il risultato di patologie sovrapposte.

## Alcune cause importanti
La tubercolosi extrapolmonare è la causa più frequente di FUO. La febbre da farmaci, come unica reazione avversa a un medicinale, dovrebbe essere sempre considerata. Granulomi disseminati come nella tubercolosi, istoplasmosi, coccidioidomicosi, blastomicosi e sarcoidosi sono associate alla FUO.
I linfomi sono la causa più comune negli adulti. Le patologie tromboemboliche (es. embolia polmonare) occasionalmente mostrano febbre. Sebbene infrequenti, le sue conseguenze potenzialmente letali giustificano la valutazione della causa. L'endocardite, seppure non comune, è un'altra importante causa da considerare.

## Diagnosi
Un'anamnesi comprensiva e meticolosa (es. malattie dei familiari, viaggi esotici recenti), esami fisici ripetuti e una miriade di test di laboratorio (sierologici, colturali, immunologici) sono il pilastro per determinare la causa.
Altri esami possono essere necessari. Gli ultrasuoni possono mostrare colelitiasi, l'ecocardiografia può esser necessaria nelle sospette endocarditi e la TAC può mostrare infezioni o neoplasie negli organi interni. Un'altra tecnica è la scansione con Gallio-67 che sembra visualizzare le infezioni croniche in modo più efficace. Le tecniche invasive (biopsia, laparotomia) possono richiedersi prima di una possibile diagnosi definitiva.
La tomografia a emissione di positroni con radiofarmaco FDG è stata riportata per avere una sensibilità dell'84% e una specificità dell'86% nel localizzare la fonte della febbre da causa ignota.
Ciò nonostante a volte la diagnosi può essere suggerita soltanto dalla terapia scelta. Quando un paziente migliora dopo la sospensione di un farmaco si trattava di febbre iatrogena, quando gli antibiotici o antimicotici funzionano era probabilmente un'infezione. Prove terapeutiche empiriche dovrebbero esser usate in quei pazienti in cui le altre tecniche hanno fallito.

## Terapia
A meno che il paziente sia in fase acuta, non dovrebbe essere incominciata la terapia prima che la causa sia stata trovata. Ciò perché la terapia non specifica è raramente efficace e, principalmente, ritarda la diagnosi. Un'eccezione si fa per i pazienti neutropenici nei quali un ritardo nella terapia può portare a complicazioni gravi. Dopo che colture ematiche sono prelevate sono trattate massicciamente con antibiotici a largo spettro. Gli antibiotici sono regolati secondo i risultati delle colture prelevate.
Le persone affette da HIV con piressia e ipossia saranno curate subito per possibile infezione da Pneumocystis jirovecii. Dopo la terapia è regolata quando la diagnosi è fatta.

## Prognosi
Siccome esiste una vasta gamma di condizioni associate a FUO, la prognosi dipende dalla causa specifica. Se dopo 6 o 12 mesi la diagnosi non è individuata, diminuiscono le possibilità di trovare una causa determinata.